# Республиканские протесты в Турции (2007)

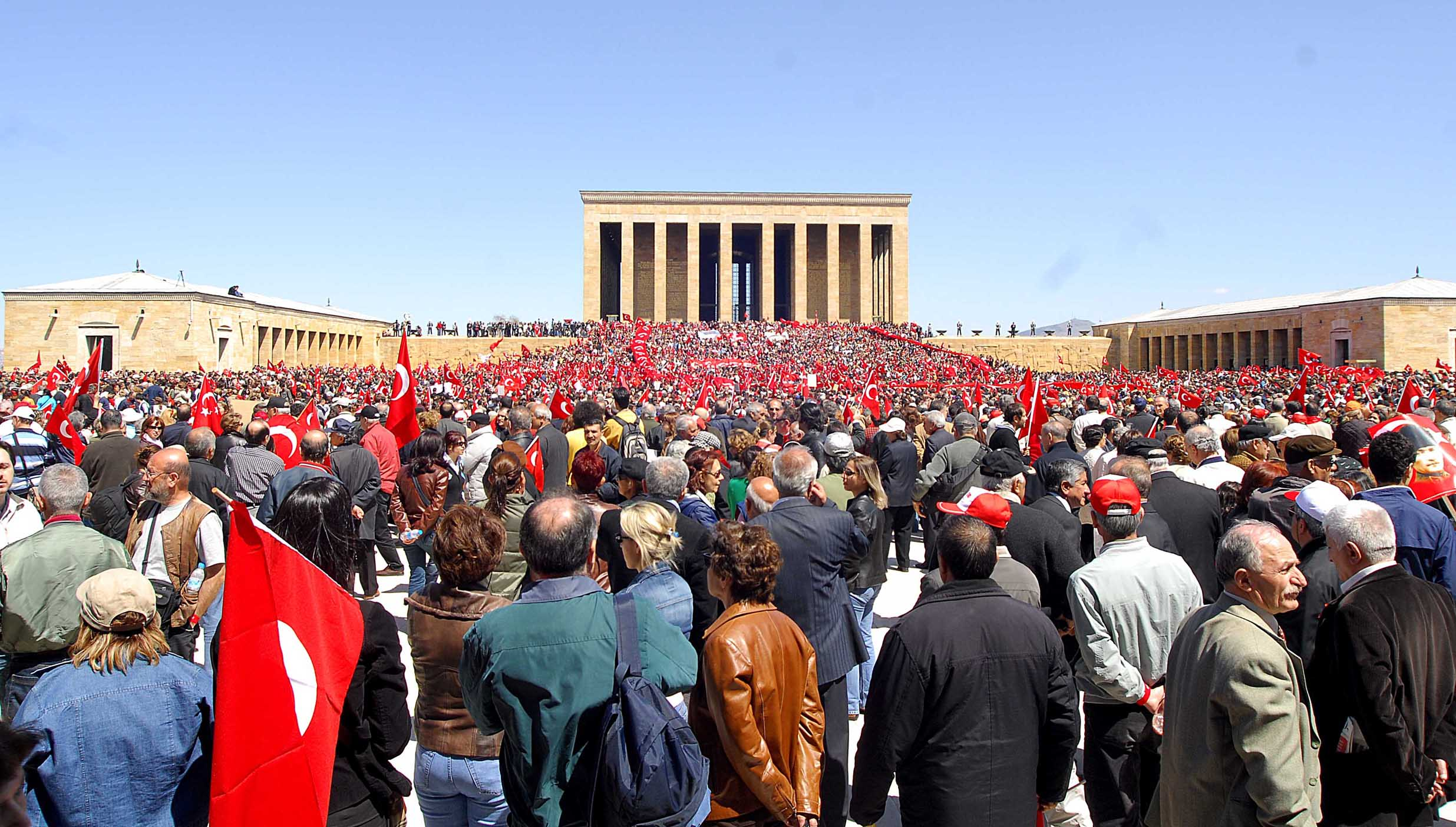
Демонстранты на площади перед мавзолеем Аныткабир в Анкаре

Республиканские протесты в Турции (тур. Cumhuriyet Mitingleri) — ряд мирных массовых шествий, прошедших в Турции весной 2007 года в поддержку кемалистского идеала институционального лаицизма в условиях преобладания ислама как основной религии населения.
Организаторами протестов выступили Ассоциация ататюркистской мысли, Ассоциация в поддержку современной жизни, Ассоциация республиканских женщин, Совет высшего образования, Республиканская народная партия, Демократическая левая партия, Социал-демократическая народная партия и ряд других организаций. Демонстрации возглавил представитель Ассоциации кемалистов генерал Шенер Эруйгур. Позже выяснилось, что он также участвовал в попытках подготовки военных переворотов против победившей на выборах социально консервативной партии справедливости и развития (46,6 % голосов), победа которой во многом поставила под угрозу планы Турции по вступлению в ЕС, популярные среди молодёжи запада страны.
Первая фаза демонстраций прошла в Анкаре 14 апреля за два дня до начала процесса президентских выборов. Второй этап прошёл в Стамбуле 29 апреля. Затем шествия прошли в городах Маниса и Чанаккале 5 мая, в Измире 13 мая. Подобная волна кемалистских настроений была отмечена также два года спустя — 17 мая 2009 года.